# Раменье (Сямженский район)
Раменье — деревня в Сямженском районе Вологодской области. Административный центр Раменского сельского поселения и Раменского сельсовета.
Расстояние до районного центра Сямжи по автодороге — 42 км. Ближайшие населённые пункты — Клепиковская, Лодыженская, Харитоновская.
По переписи 2002 года население — 308 человек (155 мужчин, 153 женщины). Всё население — русские.

## Известные уроженцы
- Первушин, Павел Владимирович (1947—2022) — советский тяжелоатлет, чемпион мира (1973)[4].